# 3·15 마산 의거
3·15 마산 의거(三一五馬山義擧)는 1960년 3월 15일 대한민국 경상남도 마산시(현 창원시)에서  3·15 부정선거에 대한 항의로 일어난 시위이며, 이승만 정부의 부정선거 행위에해 대항해 의롭게 거사를 했다는 뜻에서 3·15 의거라고도 부르며, 정부에서 기념하는 정식명칭이다. 3·15 마산 의거는 4·19 혁명을 촉발하는 계기가 되었다. 대한민국 정부는 2010년 3월 9일 청와대에서 열린 국무회의에서 3.15 의거를 국가기념일로 정하는 '각종 기념일 등에 관한 규정 일부 개정령안'을 의결하고, 3월 12일에 공포하였다.

## 개요

1960년 4월 11일자 동아일보. 3.15 마산시위를 다룬 기사.

1960년 3월 15일 마산시의 민주당 간부들은 경찰의 제지를 뚫고 투표소 안으로 들어가 40% 사전투표와 3인조 공개투표를 비롯한 자유당의 부정 선거 현장을 확인했다. 이들은 당사로 돌아와 10시30분에 선거 포기를 선언했으며, 이내 시위를 준비했다. 민주당 의원 정남규를 중심으로 한 당 간부들이 앞장섰고, 저녁 7시 30분경 1000여 명의 마산 시민이 민주당 마산시당사 앞에 모였다. 민주당 간부와 시민, 학생으로 이루어진 시위대가 행진해 감에 따라 수천 명이 합류하였다. 경찰이 정남규 등 당 간부들을 연행하면서 강력히 대응하자 오히려 시위 군중은 더욱 늘어나 밤 8~9시경에는 만여 명이 넘었다. 이때 시위대가 경찰과 대치 중 정전되자 경찰은 시위대에 총격을 가했는데, 경찰의 발포는 시위대를 더욱 분노시켜 경찰에 돌을 던지며 맞섰다. 시위대는 경찰의 총격에 쫓기면서도 자유당 당사, 서울신문 지국, 국민회, 남성로 파출소, 자유당 의원 허윤수의 집, 파출소장의 집 등을 부수었다. 허윤수는 민주당으로 출마하여 당선된 뒤 자유당으로 당적을 옮겨 시민들로부터 "변절자"로 낙인이 찍혔을 뿐만 아니라 경찰 책임자에게 강경 진압을 요구했다는 소문이 난 인물이다. 이날 경찰의 발포로 7명이 사망하고, 870명이 부상당했다. 또한, 1960년 전라북도 남원 금지중학교를 졸업하여 그 해에 마산상업고등학교로 입학을 한 지 얼마 안 되어 시위에 참가했던 학생 김주열의 시신이 4월 11일 아침 왼쪽 눈에 최루탄이 박힌 채 마산 앞바다에 떠오른 것이 발견되면서 시위는 더욱 격화되었고, 이후 전국적으로 시위가 확산되어 4·19 혁명을 촉발하기에 이르렀다.
한편 전라남도 광주시에서는 투표소에서 부정표를 발견한 한 시민이 선관위에 항의하자 정치 깡패가 무자비하게 폭행한 것이 발단으로 시민 1천여 명이 낮 12시 45분부터 금남로에 모여 부정선거를 규탄하는 데모를 벌였다.

## 사망자
김주열:3월15일 시위도중 실종되어 실종된지 27일만에     경찰이쏜 최루탄이 눈에 박힌 변사체로 발견되었다.
김용실:3월15일 마산파출소앞 시위중 머리에 총을 맞고 사망하였다.
오성원:3월15일 마산파출소앞 시위중 가슴에 총을 맞고 사망하였다
김영준: 시위중 총을맞고 병원으로 후송됐으나 마지막까지 어머니를 부르다 숨졌다고 한다.
김동섭: 오후9시 시위중 총을맞고 병원치료를 받았으나 숨졌다. 당시 후두부에 총알이 관통했었다고 한다.
조현대: 시위중 총에맞아 투병생활을 하다 이듬해 2월28일 숨졌다.
김상웅: 시위중 좌측복부에 총을 맞고 숨짐 죽기전 '내할짓을하고 죽는것이니 걱정하지 마십쇼'라고 어머니를 위로함
전의규: 시위중 귀윗부분에 총을맞아 사망하였다
김효덕: 시위중 좌측두부에 총을 맞아 사망했다.
김용기: 시위중 총을맞고 병원에서 치료를 받았으나 숨졌다.
김영호:시위중 머리에 총알이 관통해 숨졌다.
이 3.15의거 당시 희생된 사람들은 대부분 현장에서 즉사하거나 병원으로 후송되어 사망했다. 그중 후두부에 총을맞은 김동섭씨가 1963년 까지 생존한걸 보면 다른희생자보다 3년 동안 생존했다는걸 알수있다

## 수습
국회조사단은 이날의 시위대에 대한 경찰의 총격이 시위대의 해산이 아닌 살상을 목적으로 이루어진 것을 밝혀냈다. 하지만, 정작 당시 대통령이었던 이승만은 마산 시위가 공산당이 사주해서 벌어진 일인 양 주장하였다.
부통령 당선자 이기붕은 정치부 기자들과의 회견 자리에서 마산 시민들에 대한 정부의 강경 대응을 따져 묻자, "총은 쏘라고 준 것 아닙니까?"라고 대답했다.
총을 줄 때는 쏘라고 준 것이지 가지고 놀라고 준 것은 아니다.— 1960년 3월 18일 3.15 마산 발포 사건에 대한 회견 中 이기붕

## 국립 묘지 조성

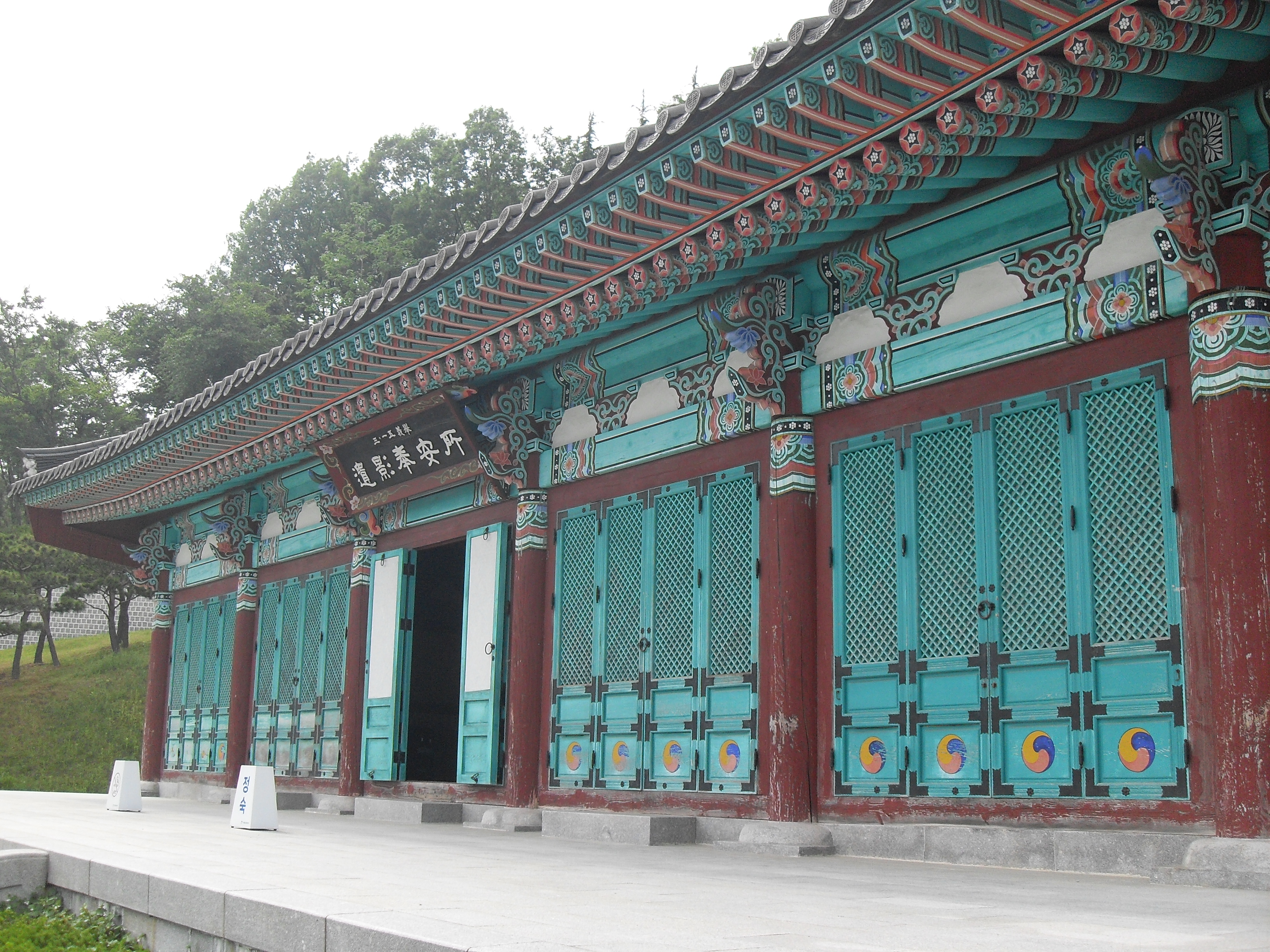
3.15 국립묘지의 유영봉안소.

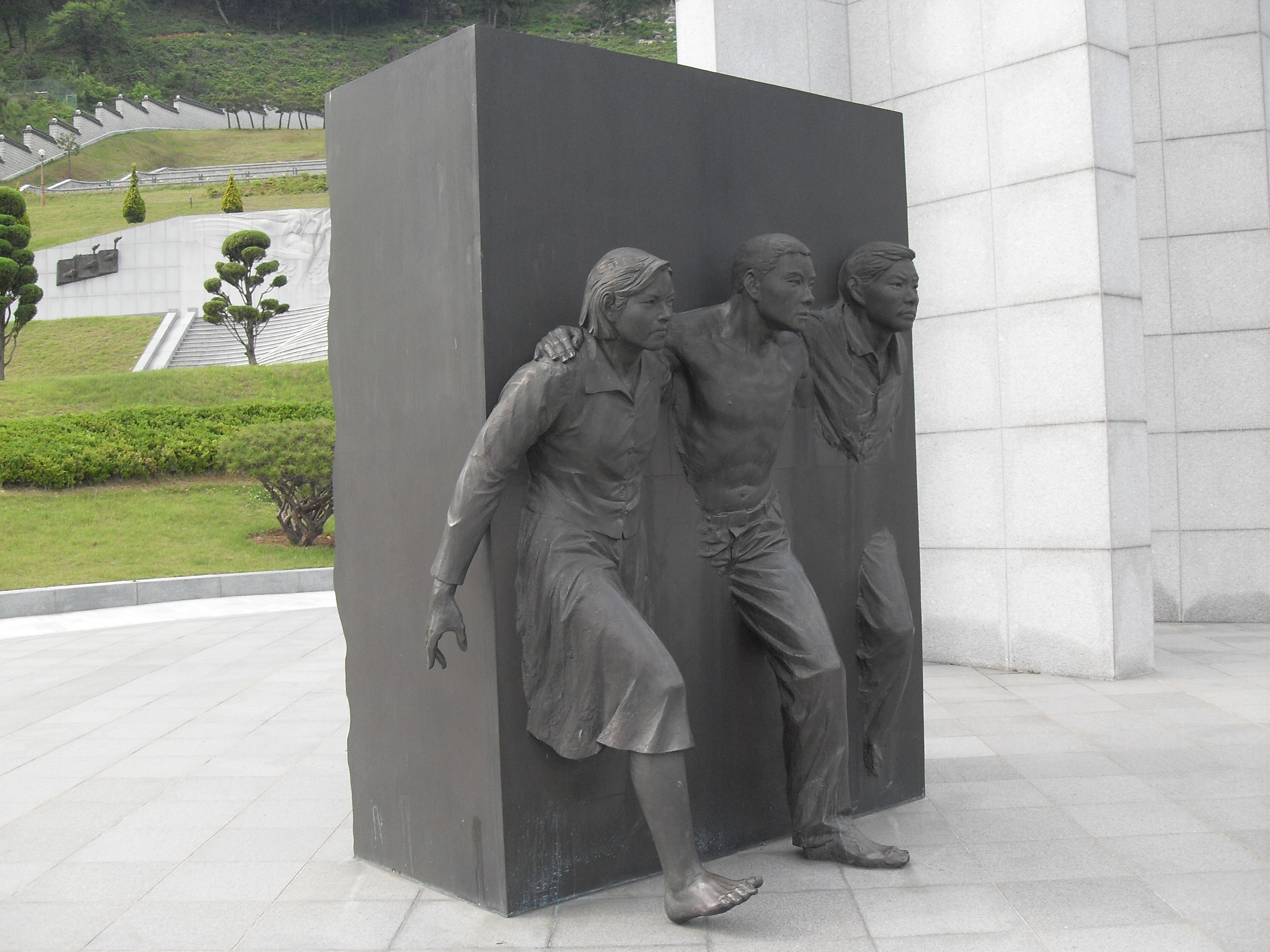
국립묘지에 설치된 조형물 "정의의 상".

사건이 발생한 지 9년이 지난 1969년에 마산시 구암동의 애기봉 일대에 1,200평으로 사건 당시 희생자의 묘역을 조성하여 이듬해 1월에 묘 13기를 이곳으로 이장하였다. 이후 1994년 이곳을 성역화하는 사업을 추진하기로 한 뒤 1996년에 계획이 확정되면서 1998년 3월부터 본격적인 공사에 들어갔다. 2002년 7월 22일 마산시가 묘지 일대의 관리권을 국가보훈처로 이관하였고, 이후 8월 1일에 국립 묘지로 승격되었다. 승격 이후 9월 11일에 국립 묘지 관리소가 설치되었고, 5년간의 공사 끝에 시위 43주년이 되는 날인 2003년 3월 15일에 준공식을 했다. 2010년 7월 1일 마산시와 창원시가 통합하여 행정구역상 창원시 마산회원구에 속하게 되었다.

## 기념일
2003년 12월 26일, 경상남도에서는 도 조례 3017호를 통해 매년 3월 15일을 기념일로 지정했다. 또한, 2009년에는 국회에서 국가기념일 제정 관련 법안이 통과되면서 2010년에 정식 공포되었다.

## 같이 보기
- 누나의 3월 - 3·15 의거를 소재로 하여 마산문화방송에서 2010년에 제작·방영한 특별기획 드라마이다.
- 이기붕
- 이승만
- 김주열
- 3.15 부정선거
- 4.19 혁명
- 자유당
- 광주 5.18 민주화 운동